# Eric Persson (1904–1990)
För personer med liknande namn, se Erik Persson.
Eric Victor Amandus Persson, född 12 juli 1904 i Varberg, död 6 februari 1990 i Varberg, var en svensk köpman och målare.
Han var son till bagarmästaren Viktor Persson och Amanda Ahlström samt från 1937 gift med Linnéa Nyberg. Persson studerade konst för René Jaudon vid Académie des Beaux-Arts i Paris 1930–1933 och under studieresor till Italien och Spanien. Han var medlem i konstnärsgruppen Hallandsringen. Han medverkade i samlingsutställningar i bland annat Paris, Sanary-sur-Mer, Stockholm, Göteborg, Halmstad och Skövde.
Hans konst består av porträtt, naket, stilleben, hamnpartier (hamnvyer) och landskapsbilder från Varberg och Medelhavsländerna, som franska landskap, i en stil som gränsar till kubism utförda i olja eller akvarell. Persson är representerad vid Varbergs stadsbibliotek och Skövde konstförening.  
Persson är gravsatt i minneslunden på S:t Jörgens kyrkogård i Varberg.